# Hubert Guyard (Radsportler)
Hubert Guyard war ein französischer Radrennfahrer.

## Sportliche Laufbahn
Guyard war im Bahnradsport aktiv und Teilnehmer der Olympischen Sommerspiele 1928 in Amsterdam. Er startete dort im Tandemrennen mit Henri Lemoine als Partner. Beide kamen beim Sieg von Bernard Leene und Daan van Dijk auf den 5. Rang des Wettbewerbs. 
Er startete für den Verein „Vélo Club de Levallois“.